# Johann Andreas Stein

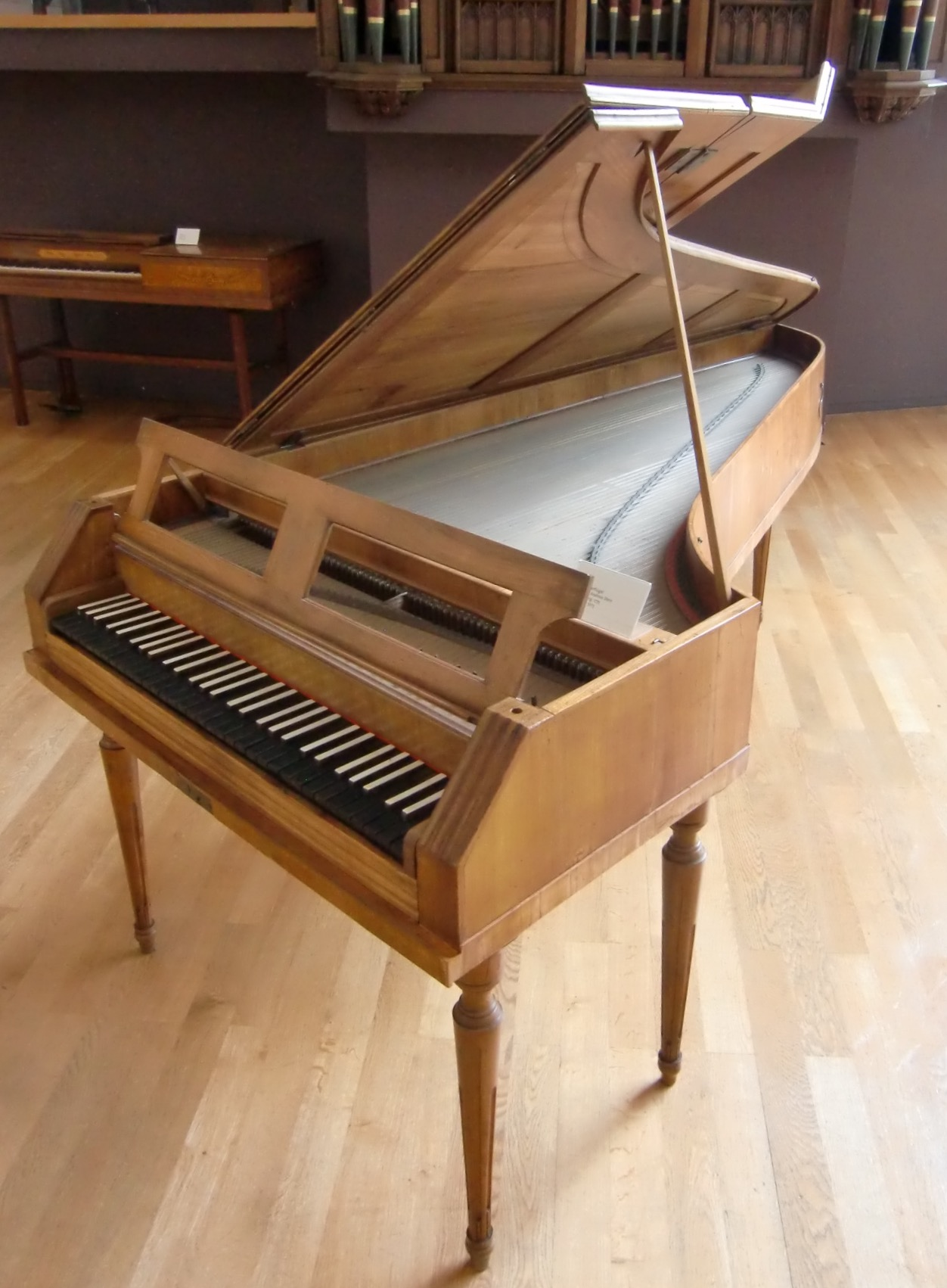
Fortepiano de J. A. Stein

Johann Andreas Stein (Heidelsheim, Alemanya, 16 de maig de 1728 - Augsburg, 29 de febrer de 1792) fou un destacat fabricant d'orgues, clavicordis, claves i pianos.
Johann Andreas pertanyia a una família de música alemanys, concertistes, compositors i va aprendre l'ofici amb Andreas Silbermann, a Estrasburg. Arribà a construir magnífics orgues i, sobretot, un gran nombre de pianos, als que degué la seva fama. Durant un temps, compaginà la seva feina de constructor amb la d'organista. La qualitat dels instruments que fabricava, així com els avanços tècnics, foren molt apreciats per compositors com Haydn, Schubert, Mozart i Beethoven.
Els models Stein foren imitats per altres fabricants alemanys i vienesos del moment. El negoci familiar fou continuat i millorat pels seus fills Matthaus Andreas, Frederich i Maria-Anna coneguda amb el nom de Nannette Streicher.